# Howesia
Howesia is een geslacht van uitgestorven basale rhynchosauriërs uit het vroege Midden-Trias (Vroeg-Anisien) uit de Oost-Kaap, Zuid-Afrika. Het is bekend van het holotype SAM 5884, een gedeeltelijk skelet met verhemelte en gedeeltelijke onderkaken en van de twee paratypen SAM 5885 (een schedel met twee halswervels) en SAM 5886 (een postcraniaal skelet). Het werd gevonden in de Burgersdorp-formatie van de middelste afzettingen van de Beaufortgroep (Karoo Basin) en verwees naar Subzone B van de Cynognathus Assemblage Zone. Het werd voor het eerst benoemd in 1905 door Robert Broom en de typesoort is Howesia browni. De geslachtsnaam eert professor George Bond Howes. De soortaanduiding is vernoemd naar Alfred Brown.